# Synecta duplicata
Synecta duplicata là một loài bướm đêm trong họ Geometridae.